# Neosynchiropus bacescui
Neosynchiropus bacescui är en fiskart som beskrevs av Nalbant, 1979. Neosynchiropus bacescui ingår i släktet Neosynchiropus och familjen sjökocksfiskar. Inga underarter finns listade i Catalogue of Life.